# Igen, séf! – Irány Párizs!
Az Igen, séf! – Irány Párizs! (oroszul: Кухня в Париже, angolul: Kitchen in Paris) 2014-es orosz vígjáték.

## Történet
Moszkva egyik legelegánsabb éttermében Max és Vika lakodalmukra készülődnek, de ezt el kell halasztaniuk, mert ugyanarra a napra kiszemelik az éttermet a francia és az orosz elnök csúcstalálkozója helyszínéül. Bár az ünnepi este csúfosan megbukik, a társaságot felkérik, hogy Párizsban folytassák tevékenységüket egy orosz étteremben.

## Szereplők
| Színész               | Szerep                                 |
| --------------------- | -------------------------------------- |
| Dmitrij Nazarov       | Viktor Petrovics Barinov               |
| Dmitrij Nagijev       | Dmitrij Vlagyimirovics Nagijev         |
| Mark Bogatijev        | Max (Maxim Leonyidovics Lavrov)        |
| Jelena Podkaminszkaja | Viktória Szergejevna Goncsarova        |
| Mihail Tarabukin      | Fegya (Fjodor Mihajlovics Jurcsenko)   |
| Szergej Lavigin       | Szenya (Arszenij Andrejevics Csuganin) |
| Nikita Taraszov       | Lui Benua                              |